# 米克尔·汉森
米克尔·汉森（丹麥語：Mikkel Hansen，1987年10月22日—），丹麦男子手球运动员。他曾代表丹麦国家队参加2008年、2012年、2016年和2020年夏季奥林匹克运动会手球比赛，获得一枚金牌和一枚银牌。